# Alex Salmond
Alexander Elliot Anderson Salmond (/sæmənd/ sinh ngày 31 tháng 12 năm 1954) là một chính trị gia người Scotland và hiện là thủ hiến đầu tiên của Scotland. Ông trở thành Bộ trưởng Bộ Đầu tư Scotland tháng năm 2007. Ông là lãnh đạo của Đảng Dân tộc Scotland (SNP), và là thành viên của Nghị viện Scotland (MSP) đại diện cho Đông Aberdeenshire. Từ năm 1987 đến 2010 ông là dân biểu Nghị viện Scotland đại diện cho Banff và Buchan trong Hạ viện của Vương quốc Anh.
Salmond trước đây giữ chức vụ lãnh đạo của SNP từ tháng 9 năm 1990 cho đến khi ông thôi chức vào tháng 9 năm 2000.